# یواس‌اس هورنت (۱۸۰۵کرجی یک دگلی)
یواس‌اس هورنت (۱۸۰۵کرجی یک دگلی) (به انگلیسی: USS Hornet (1805 sloop)) یک کشتی بود. این کشتی در سال ۱۸۰۵ ساخته شد.